# Missourikompromiset
Missourikompromiset (også kendt som Kompromiset fra 1820) var en føderal lovgivning i USA, der søgte at balancere de nordlige delstaters ønsker om at forhindre udvidelsen af slaveriet med sydstaternes ønsker om at udvide det. Kompromiset omfattede, at man optog to nye delstater i Unionen (USA): Maine, som ville blive en ny fri delstat, og Missouri, der ville blive en ny slavedelstat. Samtidig blev det bestemt, at forbyde slaveri i den resterende del af territoriet fra Louisiana-købet nord fra den 36°30′-breddegrad. Den 16. amerikanske kongres (1819-1821) vedtog lovgivningen den 3. marts 1820, og præsident James Monroe underskrev den den 6. marts 1820.
I februar 1819 havde James Tallmadge Jr. – demokratisk-republikansk medlem af Repræsentanternes Hus fra New York – indsendt to ændringsforslag til Missouris anmodning om optagelse i Unionen, der omfattede restriktioner på slaveri. Sydlændinge protesterede mod ethvert lovforslag, der pålagde føderale restriktioner på slaveri og mente, at det i henhold til USA's forfatning var et delstatsspørgsmål. Men med Senatet ligeligt fordelt ved åbningen af debatterne, hvor begge parter holdte 11 delstater, ville optagelsen af Missouri som en slavestat medføre, at sydstaterne ville få en fordel i kvag af Missouris to nye senatorer. Nordlige kritikere – herunder føderalister og demokratisk-republikanere – gjorde indsigelse mod udvidelsen af slaveriet til Louisiana-territoriet som følge af de forfatningsmæssige uligheder i tre-femtedeles-klausulen, der (delvist) bestemte sydstaterne føderal repræsentation efter deres slavebefolkning.
Jeffersonske republikanere i nord fastholdte, at en streng fortolkning af forfatningen krævede, at Kongressen handlede for at begrænse udbredelsen af slaveri. "[Nordlige] republikanere rodfæstede deres antislaveri-argumenter, ikke på hensigtsmæssighed, men i egalitær moral." "Forfatningen [fastslog nordlige Jeffersonske republikanere], strengt fortolket, gav sønnerne af grundlæggergenerationen de juridiske værktøjer til at fremskynde [den] fjernelse [af slaveri], herunder afvisningen af at optage yderligere slavestater."
Da Maine anmodede om at blive en delstat, var Senatet hurtige til at sammenkoble lovforslagene vedrørende Maine og Missouri, hvilket gjorde Maines optagelse i Unionen (som en fri delstat) til en betingelse for, at Missouri kunne blive optaget i Unionen som en slavestat. Senator Jesse B. Thomas fra Illinois tilføjede et yderligre kompromisforbehold, der udelukkede slaveri fra alle resterende dele i Louisiana-territoriet nord for 36° 30'-breddegraden. Disse foranstaltninger gjorde, at Senatet godkendte loven. Men loven blev dog efterfølgende nedstemt i Repræsentanternes Hus af nordlige kongresmedlemmer, der ønskede et frit Missouri. Speakeren i Repræsentanternes Huset – Henry Clay fra Kentucky – opdelte Senatets lovforslag i et desperat forsøg på at bryde dødvandet. Det lykkedes Clay og hans pro-kompromis-allierede at presse en række medlemmer fra sydstaterne til at godkende vedtagelsen af Thomas-forbeholdet, ligesom det at få indvilliget en række medlemmer fra nordstaterne i at støtte Missouri som slavestat. I den 15. kongres endte Missouri-spørgsmålet i et dødvande den 4. marts 1819, hvor Repræsentanternes Hus fastholdte sin antislaveri-position, mens Senatet blokerede én delstat, der begrænsede slaveriet. Det lykkedes dog den 16. kongres at bryde dette dødvande.
Missouri-kompromiset var meget kontroversielt, og mange folk bekymrede sig over, hvorvidt landet var blevet juridisk opdelt efter sekteriske linjer. Kansas-Nebraska-loven ophævede reelt lovforslaget i 1854, og højesteret erklærede efterfølgende loven forfatningsstridig i Dred Scott v. Sandford (1857). Denne lov og den efterfølgende højesteretskendelse øgede begge spændingerne over slaveri og var medvirkende faktorer til udbruddet af den amerikanske borgerkrig. Missouri-kompromiset både forsinkede borgerkrigen og såede dens frø; Thomas Jefferson forudså således, at den linje, den her var blevet trukket, en dag ville rive Unionen fra hinanden. 40 år senere ville nord og syd splittes tæt langs 36°30′-bredden og kæmpe i fire blodige år.

## Biblografi
- Brown, Richard H. (1970) [Winter 1966], "Missouri Crisis, Slavery, and the Politics of Jacksonianism",  i Gatell, Frank Otto (red.), Essays on Jacksonian America, New York: Holt, Rinehart and Winston, s. 5-72
- Brown, Richard Holbrook (1964), The Missouri compromise: political statesmanship or unwise evasion?, Heath, s. 85
- Dangerfield, George (1965), The Awakening of American Nationalism: 1815–1828, New York: Harper & Row, ISBN 978-0881338232
- Hammond, John Craig (marts 2019), "President, Planter, Politician: James Monroe, the Missouri Crisis, and the Politics of Slavery", Journal of American History, 105 (3): 843-867, doi:10.1093/jahist/jaz002
- Wilentz, Sean (Fall 2004), "Jeffersonian Democracy and the Origins of Political Antislavery in the United States: The Missouri Crisis Revisited", The Journal of the Historical Society, IV (3)

## Eksterne links
- Library of Congress – Missouri Compromise and Related Resources
- EDSITEment's lesson plan Early Threat of Session Missouri Compromise 1820 Arkiveret 21. december 2018 hos  Wayback Machine
- Oklahoma Digital Maps: Digital Collections of Oklahoma and Indian Territory